# Nemobius strigipennis
Nemobius strigipennis är en insektsart som beskrevs av Lucien Chopard 1928. Nemobius strigipennis ingår i släktet Nemobius och familjen syrsor. Inga underarter finns listade i Catalogue of Life.